# Aleksandr Łurija

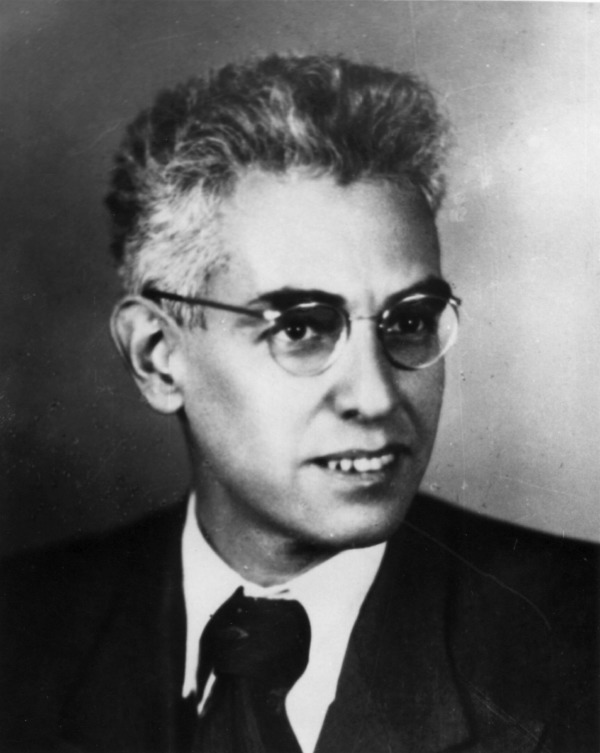
Aleksander Łuria

Aleksandr Romanowicz Łurija (ros. Александр Романович Лурия, ur. 16 lipca 1902 w Kazaniu, zm. 14 sierpnia 1977 w Moskwie) – rosyjski psycholog, twórca neuropsychologii.
Na Uniwersytet Kazański wstąpił w wieku 16 lat, ukończył go trzy lata później. Założyciel Kazańskiego Stowarzyszenia Psychoanalitycznego. Prowadził korespondencję z Zygmuntem Freudem. W 1923 przeniósł się na Uniwersytet Moskiewski. W 1924 roku spotkał Lwa Siemionowicza Wygotskiego, który miał na niego duży wpływ. Wraz z Aleksiejem Nikołajewiczem Leontiewem utworzyli we trzech nowy typ psychologii, który opierał się na analizie ludzkich procesów psychicznych ze szczególnym uwzględnieniem języka. Ten rodzaj podejścia został nazwany kulturalnym, historycznym lub instrumentalnym.
Autor książek O pamięci, która nie miała granic, Świat utracony, świat odzyskany, czyli historia pewnego zranienia.
W 1974 roku UMCS przyznał mu tytuł doktora honoris causa.

## Lista publikacji
- Luria, A. R. (1963). Restoration of Function After Brain Injury. Pergamon Press.
- Luria, A. R. (1973). The Working Brain. Basic Books..
- Łuria A.R Świat utracony i odzyskany, PWN 1984
- Luria, A. R.; Bruner, Jerome (1987). The Mind of a Mnemonist: A Little Book About A Vast Memory. Harvard University Press.
- Luria, A. R.; Solotaroff, Lynn (1987). The Man with a Shattered World: The History of a Brain Wound. Harvard University Press.
- Luria A.R., Frontal Lobe Syndrome. chapter 23 in Handbook of Clinical Neurology vol. 2. [eds.] F.J. Vinken, G.W., Brown. North Holland, Amsterdam 1969, 725-757.
- Łuria A.R., Podstawy neuropsychologii. Warszawa, PZWL. 1976.

Artykuły
- Luria A.R., Two Kinds of Motor Perseveration in Massive Injury of the Frontal Lobes. Brain 1965, 88 [part 1], 1-10
- Łuria A.R. (1968). Dorobek i perspektywy neuropsychologii. Zeszyty Naukowe Uniwersytetu Jagiellońskiego, Kraków 13, 13-21.
- Luria A.R., Tsvetkova L.S., The Programming of Constructive Activity in Local Brain Injuries. Neuropsychologia 1964, 2, 95-107.
- Łuria A.R., Mjelnikowa T.W., O wtoricznom "łobnom sindromie" pri porażeniach zadniej czerepnoj jamki. Wop. Niejrochir. 1974, 4, 56 60.
- Kucemiłowa A.P., Łuria A.R., Chomskaia E.D., O psewdołobnoj simptomatikie pri opucholiach mozżeczkowo namieta. Wop. Niejrochir. 1966, 3A, 45 48.
- Kucemiłowa A.P., Łuria A.R., Chomskaja E.D., Opucholi łobnych dolej protiekajuszczije biez wyrażennych naruszenii wyzszych korkowych funkcyi. Wop. Niejrochir. 1967, 31, 51 54.

Idee łuriowskie
- Canavan A.G.M., Janota J., Schurr P.H. Luria’s Frontal Lobe Syndrome: Psychological and Anatomical Considerations. J. Neurol. Neurosurg. Psychiatry 1985, 48, 1049-1053.
- Drewe E.A. An Experimental Investigation of Luria's Theory on the Effects of Frontal Lobe Lesions in Man. Neuropsychologia 1975, 13, 421-429.
- Christensen A.L. Lurias Neuropsychological Investigation Test Manual. New York: Spectrum 1975.
- Christensen A.L. Lurias Neuropsychological Investigation Test Card. New York 1975, Spectrum.
- Charles J. Golden T. A. Hammeke, Purisch A.D. The Luria-Nebraska Neuropsychological Battery 1998
- Steuden M., Płużek Z., Wartość diagnostyczna baterii testowej Luria Nebraska (interpretacja kliniczna), Lublin 1992, Norbertinum.